# Cineminuto
Un Cineminuto es un  cortometraje con una duración exacta de 60 segundos. En algunos lugares también se le conoce con los nombres de Filminuto o videominuto.
Ejemplo: 
```
              Si se filma o graba en 24 
fotogramas por segundo
 la duración sería de 59 segundos y 24 cuadros.
              Si se filma o graba en 60 
fotogramas por segundo
 la duración sería de 59 segundos y 60 cuadros.
```

Este tipo de cortometraje o micrometraje ha encontrado un notorio lugar en el escenario de los festivales de cine, algunos, especialmente dedicados a él.
El cineminuto implica un reto creativo dada su brevedad, lo que demanda siempre un ejercicio de síntesis a la hora de escribir el guion. Es también muy apetecido por los cineastas, las escuelas y academias de cine como herramienta de práctica para poder avanzar en el conocimiento y la ejecución del audiovisual.
Si bien podría decirse que el cineminuto tiene actualmente un florecimiento, su aparición podría remontarse hasta el nacimiento del cine, dado que las primeras piezas de los hermanos Hermanos Lumière eran muy cercanas a la duración de un minuto.

## Festivales de cineminutos
- Filminute[7]
- One Minute Story Film Festival,[8] New Jersey, Estados Unidos.
- One Minute Film & Video Festival,[9] Arau Suiza.
- Quickie Fest: The One Minute Movie Festival[10] Nueva York, Estados Unidos.
- Cineminuto Córdoba,[11] Argentina.
- Festival Internacional de Cineminuto,[12] México.